# Зенкин, Анатолий Александрович
Анатолий Александрович Зенкин (18 января 1939 — 7 июля 1999) — российский политический деятель. Член Совета Федерации Федерального Собрания Российской Федерации от Республики Марий Эл.

## Биография
До избрания депутатом СФ — первый заместитель Председателя Верховного Совета Республики Марий Эл. Почти восемь лет, с октября 1974 года по июнь 1982 года, Зенкин занимал пост министра культуры Марийской АССР.

### Совет Федерации
Депутат Совета Федерации Федерального Собрания Российской Федерации первого созыва от Республики Марий Эл с января 1994 по январь 1996, избран 12 декабря 1993 по Марийскому двухмандатному избирательному округу № 12.
С февр. 1994 — секретарь Комитета СФ по вопросам науки, культуры и образования.